# Петровець (община)
Община Петровець (мак. Општина Петровец) — община в Північній Македонії. Адміністративний центр — село Петровець. Розташована в центрі Македонії, Скопський статистично-економічний регіон, з населенням 8 255 мешканців, які проживають на площі 201,93 км². Община межує зі столицею країни.